# Technetium-99
Technetium-99 of 99Tc is een instabiel radioactief isotoop van technetium, een overgangsmetaal. De isotoop komt slechts sporadisch voor op Aarde. Technetium-99 is de meestvoorkomende en makkelijkst beschikbare isotoop van dit element, omdat het het voornaamste splijtingsproduct is van bepaalde actiniden, zoals uranium (met name uranium-233 en uranium-235) en plutonium (met name plutonium-239 en plutonium-241). Het is een van de langlevende nucliden die aanwezig zijn in nucleair afval, naast onder andere seleen-79, tin-126, jodium-129 en cesium-135. Lichtere isotopen van technetium worden bijna nooit gevormd door kernsplijting, omdat de ontstane nucliden een te hoge neutron-protonverhouding bezitten en spontaan via bètaverval vervallen tot stabielere nucliden.
Technetium-99 ontstaat onder meer bij het radioactief verval van molybdeen-99.

## Radioactief verval
Technetium-99 vervalt door β−-verval tot de stabiele isotoop ruthenium-99:
{\displaystyle {\ce {{^{99}_{43}Tc}->{^{99}_{44}Ru}+{e^{-}}+{\bar {\nu }}_{e}}}}
De halveringstijd bedraagt ongeveer 211.000 jaar. Bij dit verval wordt geen gammastraling uitgezonden.

## Nucleair isomeer
Van technetium-99 bestaat een metastabiel nucleair isomeer: technetium-99m of 99mTc, met een halveringstijd van ongeveer 6 uur. Het isomeer wordt gebruikt in de nucleaire geneeskunde als radioactieve tracer in het lichaam.
83Tc · 84Tc · 85Tc · 86Tc · 86mTc · 87Tc · 87mTc · 88Tc · 88mTc · 89Tc · 89mTc · 90Tc · 90mTc · 91Tc · 91mTc · 92Tc · 92mTc · 93Tc · 93m1Tc · 93m2Tc · 94Tc · 94mTc · 95Tc · 95mTc · 96Tc · 96mTc · 97Tc · 97mTc · 98Tc · 98mTc · 99Tc · 99mTc · 100Tc · 100m1Tc · 100m2Tc · 101Tc · 101mTc · 102Tc · 102mTc · 103Tc · 104Tc · 104m1Tc · 104m2Tc · 105Tc · 106Tc · 107Tc · 107mTc · 108Tc · 109Tc · 110Tc · 111Tc · 112Tc · 113Tc · 114Tc · 115Tc · 116Tc · 117Tc · 118Tc · 119Tc · 120Tc · 121Tc